# Leucania abdita
Leucania abdita är en fjärilsart som beskrevs av Márton Hreblay och Shin-Ichi Yoshimatsu. Leucania abdita ingår i släktet Leucania och familjen nattflyn. Inga underarter finns listade i Catalogue of Life.